# Cobeta
Cobeta bezeichnet einen Ort und eine Gemeinde (municipio) mit 103 Einwohnern (Stand: 2024) im Nordosten der Provinz Guadalajara in der Autonomen Gemeinschaft Kastilien-La Mancha in Zentralspanien.

## Lage
Cobeta liegt im Iberischen Gebirge im Osten der Provinz Guadalajara in einer Höhe von 1115 m. Die Entfernung zur westsüdwestlich gelegenen Provinzhauptstadt Guadalajara beträgt ca. 85 Kilometer (Fahrtstrecke).

## Bevölkerungsentwicklung
| Jahr      | 1960 | 1970 | 1981 | 1991 | 2001 | 2011 | 2021 |
| Einwohner | 415  | 288  | 189  | 154  | 101  | 128  | 109  |

## Sehenswürdigkeiten
- Burganlage von Cobeta
- Matthäuskirche